# IC 4756
IC 4756 est un amas ouvert dans la constellation du Serpent. Il est également appelé "amas de Graff" car il a été redécouvert par Kasimir Graff en 1922, après que Jean-Philippe Loys de Chéseaux l'ait, dit-on, peut-être déjà cité au 18e siècle. Il est également attribué à l'astronome britannique Thomas William Webb en 1859. 
C'est un grand amas ouvert éparpillé (dont la magnitude élevée permet de le voir à l'œil nu) fort de 75 étoiles visibles dans les instruments amateurs.
Bien que visible à l'œil nu, c'est avec des jumelles qu'il donnera toute sa beauté. Les forts grossissements sont à déconseiller, car l'objet occupe un champ plus grand que la pleine Lune.